# Har ha-Glili
Har ha-Glili (hebrejsky:הר הגלילי) je hora o nadmořské výšce 551 metrů v severním Izraeli, v Horní Galileji.
Má podobu úzkého zalesněného hřbetu s plochým temenem, situovaného cca 2 kilometry jihovýchodně od vesnice Gornot ha-Galil. Je ze dvou stran sevřen hlubokými údolími. Na severu je to kaňon vádí Nachal Šarach, na jihu vádí Nachal Kaziv. Na svahu do údolí Nachal Kaziv se nachází velká jeskyně Ma'arat ha-Mikdaš (מערת המקדש) s nástěnnými reliéfy, patrně znázorňujícími římského vojáka. Výškový rozdíl mezi dnem údolí Nachal Kaziv a vrcholem hory přesahuje 200 metrů. Na protější straně je údolí sevřeno obdobnými skalními útesy vrcholícími horou Har Ziv. I vádí Nachal Šarach na severní straně má mimořádné převýšení a na protější straně je sevřeno horou Har Sar Šalom.